# فيرست ريزيدانس
فيرست ريزيدانس هو اسم البرجان اللذان يقعان في محافظة الجيزة في مصر يطلان على النيل أحد البرجين هو فندق فور سيزونس وهو البرج الخلفي أما البرج الأمامي فهو برج سكني راقي يطل على النيل من جهة وعلى حديقة الحيوان من جهة أخرى تعتبر شققه هي الأغلى في القاهرة.

## طرازه
البرج مبني على الطريقة الحديثة حيث مغطى بزجاج زئبقي ازرق اللون عاكس للصورة
و شكل البرج يمزج بين الطراز الكلاسيكي والطراز الحديث
يوجد في الطابق الأرضي مول مكون من ثلاث طوابق يدعى فيرست مول كما يفصل بين البرجين
مسبح تابع لفندق فور سيزونس